# فانراک (ویرجینیای غربی)
فانراک (به انگلیسی: Fanrock) یک منطقهٔ مسکونی در ایالات متحده آمریکا است که در شهرستان وایومینگ، ویرجینیای غربی واقع شده‌است.